# Maison des Gazons
La maison des Gazons est une maison située à Neuilly-le-Réal, en France.

## Localisation
La maison est située sur la commune de Neuilly-le-Réal, dans le département français de l'Allier.

## Description
Demeure de la fin du XVIIIe siècle, ancienne maison d'un régisseur, caractéristique de la construction civile dans le Bourbonnais à cette époque. L'édifice consiste en un corps de bâtiment rectangulaire à rez-de-chaussée en briques polychromes, situé dans une cour carrée. Le commun reproduit en plus petit le corps de logis, avec moins de baies. A l'intérieur, une partie du décor 18e subsiste dans deux pièces. Dans la première, présence d'une niche encadrée de pilastres cannelés aux chapiteaux ioniques avec frise d'oves et de dards rappelant que la maison fut construite au moment du retour à l'antique. Les mêmes pilastres encadrent le dessus de la cheminée où, dans un cadre carré, un panier d'osier contenant des fruits et des feuillages est encore visible. Dans la seconde pièce, à gauche du vestibule, un second dessus de cheminée a conservé un décor de même style avec des pilastres non cannelés à chapiteau corinthien soutenant une architrave sculptée d'un motif de feuillages symétrique et stylisé.

## Historique
L'édifice est inscrit au titre des monuments historiques en 1983 .